# Thymus lotocephalus
Thymus lotocephalus — вид рослин родини глухокропивові (Lamiaceae), Ендемік півдня Португалії.

## Опис
Напівчагарник до 30 см заввишки. Є лежачі деревні стебла, з яких виникають інші — підняті, трав'янисті. Квіткові стебла товщі, рудуваті або коричневі. Листки 5–10 × 0.5–0.8 мм, лінійні, розсіяно-волохаті з коротким і тонкими волосками чи гладкі, з жовтуватими сфероїдальними залозами. 
Суцвіття ≈ 25 мм, головчасті, щільні. Приквітки 15–20 × 6–10 мм, яйцеподібні, гострі, перекриваються, пурпурового забарвлення, зовнішні — безколірні при основі, з розсіяними сфероїдальними залозами. Квіти з волосатими квітконіжками ≈1.5 мм. Чашечка 5–6 мм; трубка ≈2.5 мм, злегка волохата, з розсіяними сфероїдальними залозами. Вінчик ≈19 мм, пурпуровий; нижня губа з частками ≈2 мм; верхня губа двійчаста, коротша. Горішки 1.2 мм. 2n = 30.

## Поширення
Ендемік півдня Португалії.
Населяє зарості та соснові ліси, на кислих субстратах, глинах або декарбонізованих вапняках; на висотах 50–450 м н. р. м..